# Autumn in New York (film)
Autumn in New York is een Amerikaanse film uit 2000 geregisseerd door Joan Chen. De hoofdrollen worden vertolkt door Richard Gere en Winona Ryder.

## Verhaal
De 48-jarige restauranteigenaar Will Keane is een echte playboy en heeft al veel vrouwen gehad maar gelooft niet in echte liefde. Als hij de 21-jarige Charlotte ontmoet verandert hij van gedachte. Zij heeft een levensbedreigende tumor en leert hem wat ware liefde is.

## Rolverdeling
| Acteur             | Personage          |
| ------------------ | ------------------ |
| Richard Gere       | Will Keane         |
| Winona Ryder       | Charlotte Fielding |
| Anthony LaPaglia   | John               |
| Elaine Stritch     | Dolly              |
| Vera Farmiga       | Lisa Tyler         |
| Sherry Stringfield | Sarah              |
| Jill Hennessy      | Lynn McCale        |
| J.K. Simmons       | Dr. Tom Grandy     |
| Sam Trammell       | Simon              |
| Mary Beth Hurt     | Dr. Sibley         |

## Prijzen en nominaties
- 2001 - Golden Raspberry Award
  - Genomineerd: Slechtste koppel